# یاروشوویتسه
یاروشوویتسه (به لاتین: Jaroszowice) یک روستا در لهستان است که در گمینا وادوویتسه واقع شده‌است. یاروشوویتسه ۱٬۷۰۰ نفر جمعیت دارد.